# 월요기획
《월요기획》은 매주 월요일에 방송되었던 KBS 1TV에서  다큐멘터리 프로그램이다.

## 기획 의도
우리 사회의 곳곳에는 우리가 미처 인식하지 못하고 있는 수많은 현상과 삶의 모습들이 있으며, 일반 대중의 삶에서부터 다양한 사회적인 이슈에 이르기까지 폭넓은 스펙트럼의 시각으로 우리의 삶을 들여다보는 다큐멘터리 프로그램이다.

## 방송 시간
| 방송 채널 | 방송 기간                          | 방송 시간                            |
| KBS 1TV   |                                    |                                      |
| --------- | ---------------------------------- | ------------------------------------ |
| KBS 1TV   | 2017년 6월 5일 ~ 2017년 8월 28일   | 매주 월요일 밤 11시 40분 ~ 12시 30분 |
| KBS 1TV   | 2018년 2월 12일                    | 매주 월요일 밤 11시 40분 ~ 12시 30분 |
| KBS 1TV   | 2018년 4월 9일 ~ 2018년 4월 30일   | 매주 월요일 밤 11시 40분 ~ 12시 30분 |
| KBS 1TV   | 2017년 9월 11일                    | 월요일 밤 10시 40분 ~ 11시 30분      |
| KBS 1TV   | 2017년 10월 30일                   | 월요일 밤 10시 40분 ~ 11시 30분      |
| KBS 1TV   | 2017년 9월 25일 ~ 2017년 10월 23일 | 매주 월요일 밤 11시 10분 ~ 12시      |
| KBS 1TV   | 2017년 11월 6일                    | 매주 월요일 밤 11시 10분 ~ 12시      |
| KBS 1TV   | 2017년 11월 20일 ~ 2017년 12월 4일 | 매주 월요일 밤 11시 10분 ~ 12시      |
| KBS 1TV   | 2017년 12월 18일                   | 매주 월요일 밤 11시 10분 ~ 12시      |
| KBS 1TV   | 2017년 11월 13일                   | 월요일 밤 11시 25분 ~ 12시 15분      |
| KBS 1TV   | 2017년 12월 11일                   | 월요일 밤 11시 15분 ~ 12시 5분       |
| KBS 1TV   | 2018년 2월 5일                     | 매주 월요일 밤 11시 30분 ~ 12시 20분 |
| KBS 1TV   | 2018년 3월 26일 ~ 2018년 4월 2일   | 매주 월요일 밤 11시 30분 ~ 12시 20분 |
| KBS 1TV   | 2018년 3월 12일                    | 월요일 밤 11시 5분 ~ 11시 55분       |

## 에피소드 목록

### 2기 (2017년~2018년)
| 회차 | 방송일           | 부제                                                          | 시청률 |
| ---- | ---------------- | ------------------------------------------------------------- | ------ |
| 1회  | 2017년 6월 5일   | 이상의 밥, 학교급식의 변신                                    | 2.2%   |
| 2회  | 2017년 6월 12일  | <한국 - 부탄 수교 30주년 특집다큐> 변화하는 부탄, 그곳에 가다 | 3.5%   |
| 3회  | 2017년 6월 19일  | 치명적 유혹, 마약 - 1편 가까이 다가온 마약                    | 2.7%   |
| 4회  | 2017년 6월 26일  | 치명적 유혹, 마약 - 2편 마약국가에서 길을 찾다                | 2.6%   |
| 5회  | 2017년 7월 3일   | 무역전쟁, 최전선(最前線)의 사람들                             | 2.6%   |
| 6회  | 2017년 7월 10일  | 치킨산업, 세계시장을 겨냥하다                                 | 2.7%   |
| 7회  | 2017년 7월 17일  | 더불어 숲, 행복으로 길을 내다                                 | 2.9%   |
| 8회  | 2017년 7월 24일  | 영상포엠, 아시아의 소리 - 1부 산, 생명의 소리를 품다          | 2.2%   |
| 9회  | 2017년 7월 31일  | 영상포엠, 아시아의 소리 - 2부 강으로 흐르는 영혼의 소리       | 2.3%   |
| 10회 | 2017년 8월 7일   | 영상포엠, 아시아의 소리 - 3부 땅이 빚어낸 풍요의 소리         | 2.3%   |
| 11회 | 2017년 9월 11일  | 파워농촌, 6차 산업이 뜬다                                     | 6.4%   |
| 12회 | 2017년 9월 25일  | 바다, 황금밭이 되다                                           | 3.2%   |
| 13회 | 2017년 10월 16일 | 댐의 재발견                                                   | 3.1%   |
| 14회 | 2017년 10월 23일 | 행복한 나눔의 밥상, 푸드뱅크                                  | 3.1%   |
| 15회 | 2017년 10월 30일 | 루터, 시민정신에 날개를 달다                                  | 2.1%   |
| 16회 | 2017년 11월 6일  | 인삼, 세계를 매혹시키다                                       | 3.4%   |
| 17회 | 2017년 11월 13일 | 우리는 오늘도 김포공항에 간다                                 | 3.8%   |
| 18회 | 2017년 11월 20일 | 미래세대 제언 시민을 키우고 정치를 배운다                     | 2.3%   |
| 19회 | 2017년 11월 27일 | 숲, 우리를 키우다                                             | 4.1%   |
| 20회 | 2017년 12월 4일  | 공공의 적, 보험사기                                           | 2.6%   |
| 21회 | 2017년 12월 11일 | 태권도, 다시 세계를 품다 1부 - 태권한류 미래를 심다!          | 2.6%   |
| 22회 | 2017년 12월 18일 | 태권도, 다시 세계를 품다 2부 - 무예를 넘어 문화가 되다!       | 3.0%   |
| 23회 | 2018년 1월 8일   | 자율주행차, 꿈을 달리다                                       | 미집계 |
| 24회 | 2018년 1월 22일  | 아름다운 8년, 에너지 한류가 되다                              | 3.3%   |
| 25회 | 2018년 1월 29일  | 물, 첨단기술을 만나다                                         | 2.3%   |
| 26회 | 2018년 2월 5일   | 공항경쟁 시대, 세계의 하늘을 품어라                           | 2.7%   |
| 27회 | 2018년 2월 12일  | G-프렌즈 청춘의 꿈을 응원하다                                 | 2.6%   |
| 28회 | 2018년 2월 19일  | 어촌의 진화, 새길을 찾다                                      | 2.4%   |
| 29회 | 2018년 3월 12일  | 어촌의 진화, 새길을 찾다                                      | 2.4%   |
| 30회 | 2018년 3월 26일  | 엄마는 전쟁 중, 게임의 해법을 찾아라                          | 3.0%   |
| 31회 | 2018년 4월 2일   | 노화를 막는 열쇠, 뿌리                                        | 미집계 |
| 32회 | 2018년 4월 9일   | 현장기록, 사회복지사가 만나는 세상                            | 2.0%   |
| 33회 | 2018년 4월 16일  | 치매, 어떻게 극복할 것인가                                    | 2.2%   |
| 34회 | 2018년 4월 23일  | 지진의 경고 - 1부 지진, 우리는 너무 몰랐다                    | 2.2%   |
| 35회 | 2018년 4월 30일  | 지진의 경고 - 2부 지진 이후, 무엇을 준비할 것인가?            | 2.7%   |

## 같이 보기
- 수요기획
- 목요기획
- 금요기획